# SMRT 버스
SMRT 버스(영어: SMRT Buses)는 SMRT 코퍼레이션의 자회사이자 싱가포르의 버스 운송 업체이다.

## 역사

### 트랜스 아일랜드 버스 서비스 (1983년~2004년)
1981년 4월 통신노동부 장관 Ong Teng Cheong은 서비스 개선을 목표로 1973년부터 싱가포르에서 모든 서비스를 운영해 온 싱가포르 버스 서비스 (SBS)와 경쟁할 의사가있는 사업자에게 면허를 부여할 것이라고 발표했다. 1982년 1월, City Shuttle Service 운영 업체 인 Singapore Shuttle Bus (SSB)는 4개의 버스 정류장에 대해 두 번째 버스 운영 업체와 차량 등록 소를 설립하기 위해 통신부에 신청서를 제출했다.신청서는 그해 3월 12일에 승인되었으며 SSB는 SBS의 Woodlands와 Sembawang에서 11 개 이상의 서비스를 인수했다.
새로운 회사인 트랜스 아일랜드 버스 서비스가 1982년 5월 31일에 설립되어 90개의 히노스를 포함하여 250대의 버스를 주문했다.운행은 1983년 4월 3일 40대의 버스로 시작되었다.
1987년 4월 27일에 TIBS는 SESDAQ에 상장되었지만 Ng Ser Miang은 과반수 지분을 보유했으며,361대의 버스를 운행했다.
1995년에는 정부의 지역 버스 시스템 경쟁력 강화 계획의 일환으로 16개의 SBS 트랜싯 서비스가 TIBS에 넘겨졌으며, 주로 개발 도상 도시인 Sengkang과 Punggol을 중심으로 북동쪽 회랑에서 버스 서비스를 운영하는 입찰이 있었다.
1996년에 TIBS는 싱가포르 최초의 지하 버스 인터체인지인 현재 폐쇄된 Woodlands Regional Bus Interchange에서 운영을 시작했다. 또한 굴절 버스를 수용하도록 설계된 최초의 버스 인터체인지였다. 그 중 일부는 세계적으로 유명한 디자이너인 피닌파리나가 설계했으며 SBS에서 사용하는 이층 버스와는 달리 대규모 함대에서 Habit 굴절 버스로 알려졌다.
1999년 SBS 트랜싯은 Sengkang에 기반을 둔 Land Transport Authority로부터 North East 노선, Sengkang LRT 및 Punggol LRT로 북동쪽 전체 회랑에서 버스 및 기차 서비스를 모두 수상했다. Sengkang과 Punggol의 버스 입찰에 영향을 받은 8개의 버스 노선이 SBS 트랜싯으로 이전되었다. 그 대가로 TIBS는 북서쪽 회랑 마을 인 Choa Chu Kang과 Bukit Batok에서 17개 노선을 운영하는데 수여되었으며, Bukit Panjang LRT 개통과 함께 단계적으로 핸드 오버가 이루어졌다.서비스 61, 106 및 173은 주로 추가 시간이 소요되어 전달된 마지막 서비스였다.
2001년 2월 TIBS는 RATP 그룹과 합류하여 마리나 MRT 라인 (현재 서클 라인) 운영에 실패했다.

### SMRT 버스 (2004년~현재)
TIBS와 SMRT는 1999년에 실패한 합병 협상에 참여했다.2001년 7월 SMRT는 수락된 TIBS에 대한 인수 입찰을 시작했다.거래는 2001년 12월에 완료되었으며 TIBS는 전액 출자 자회사로 운영되고 있다.기업 리브랜딩 프로그램의 일환으로 TIBS는 2004년 5월 SMRT 버스로 상호를 변경되었다.
2012년 11월 26일, 170명의 버스 운전 기사 (모두 중국에서 온 외국인)는 일을 위해 거주지를 떠나는 것을 거부했다. 이것은 버스 서비스를 정상 수준의 90%로 줄였다. 노동부는 현지 법에서 요구하는 필수 공공 서비스를 중단하기 14일 전에 단체가 통보하지 않았기 때문에 불법 파업으로 간주하였다. 그 결과 파업을 선동한 스트라이커 5명은 투옥되었고 29명은 추방됐다.

## 운행 노선
SMRT 버스는 이순, 셈 바왕, 우드랜드, 부킷 판장, 초아추 강에서 출발하는 서비스를 운영하고 있다. 또한 Compassvale과 Yio Chu Kang에서 시작된 2개의 서비스로 지배적인 지역에서 운영된다.
1999년 트랜스 아일랜드 버스 서비스 (現. SMRT 버스)는 Bukit Batok, Choa Chu Kang 및 Bukit Panjang 서비스에 대한 대가로 싱가포르 버스 서비스 (現. SBS 트랜싯) Sengkang, Punggol 및 Jalan Kayu 서비스를 이전했다. 2016년에는 61, 852, 868E를 제외한 대부분의 Bukit Batok 서비스가 Bulim Package에 따라 타워 트랜싯 싱가포르로 이전되었고, 2018년 이순의 일부 서비스는 셀레타 패키지에 따라 SBS 트랜싯으로 이전되었다. 2021년에 서비스 653, 657 및 944는 Bulim 패키지의 2기 시작 시점에 타워 트랜싯 싱가포르로 이전되었다.Woodlands의 일부 서비스, 670 및 Sembawang을 제외한 나머지 SMRT 서비스는 Sembawang-Yishun Package에 따라 Tower Transit Singapore로 이전되었다. 야간 서비스가 BCM 패키지와 함께 전송되는 것은 이번이 처음이다. 결과적으로 SMRT는 더 이상 동부 해안 지역에 서비스를 제공하지 않는다.
또한, SMRT 코퍼레이션은 싱가포르 전역에 프리미엄, 무료 셔틀, 전세 및 피크 시간대 버스 서비스를 제공하는 미니버스 자회사 Bus-Plus 서비스 (현재는 Strides로 거래)를 보유하고 있다.

## 운행 차량 및 댓수
2017년 현재 SMRT 버스는 1,450대 이상의 버스를 운영하고 있다.셀레타 패키지가 TC (Tendered Contract)로 전환되고 2014년에 2층 버스를 도입한 2018년까지 싱가포르에서 유일한 굴절버스 운영사였다.1990년 이후 버스에 EDS (Electronic Destination Signage)를 도입한 최초의 운영자였으며 현재 표준 장비이다.이러한 최근 인수한 버스 중 일부는 2012년 9월 17일부터 BSEP (Bus Service Enhancement Program)에 사용되고 있다.

### 차량 현황
1980년대에 TIBS는 히노 (예: 초기 RK176 및 이후 HT238K) 및 닛산 디젤 (대부분 U31 시리즈)과 같은 대부분 일본 빌드의 버스를 운영했다.
1990년에 TIBS는 유럽에서 최초로 제작된 버스인 DAF SB220을 구입했다.1990년대 이후의 버스 구매에는 메르세데스-벤츠 O 405, 스카니아 L113CRL, 데니스 랜스 및 히노 HS3KRKK가 포함되어 있다.
1996년에 TIBS는 싱가포르 최초의 굴절버스인 메르세데스-벤츠 O405G를 구입했다. 이 버스는 Spair Airlines 화물기를 사용하여 스페인에서 특별히 기류했다.버스 차종 도입으로 TIBS는 1996년부터 2004년까지 314대를 추가 출고하였다.

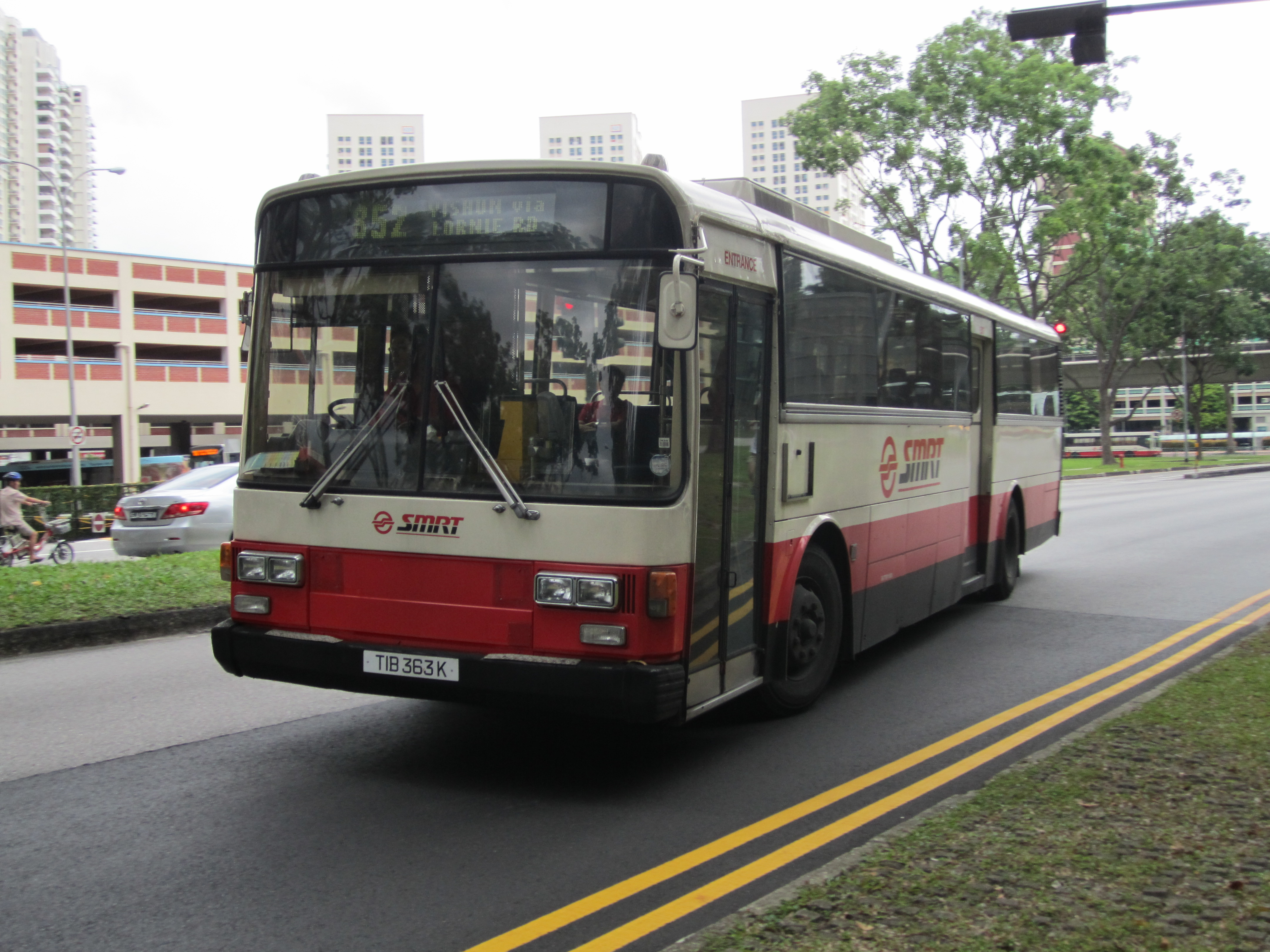
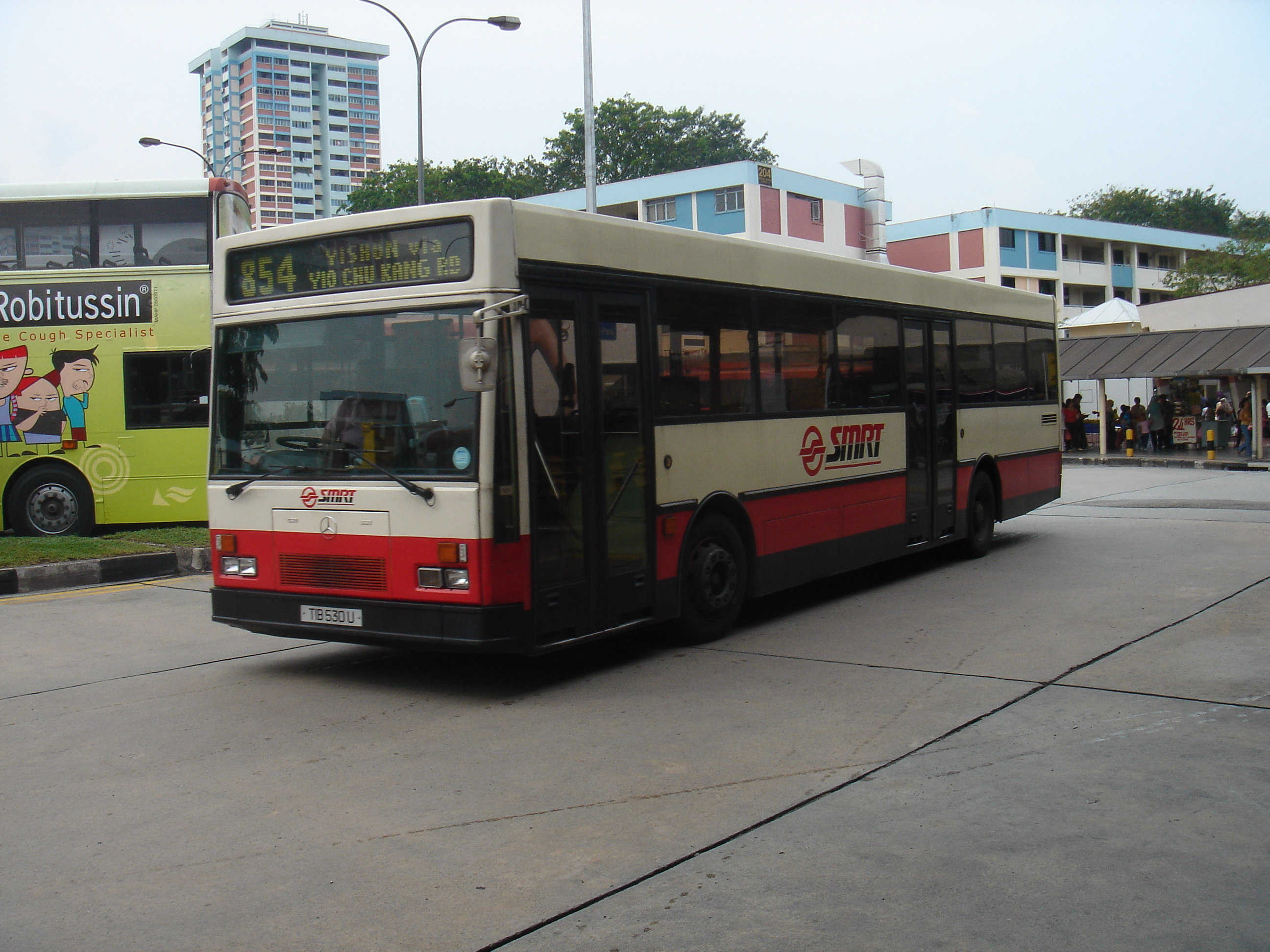
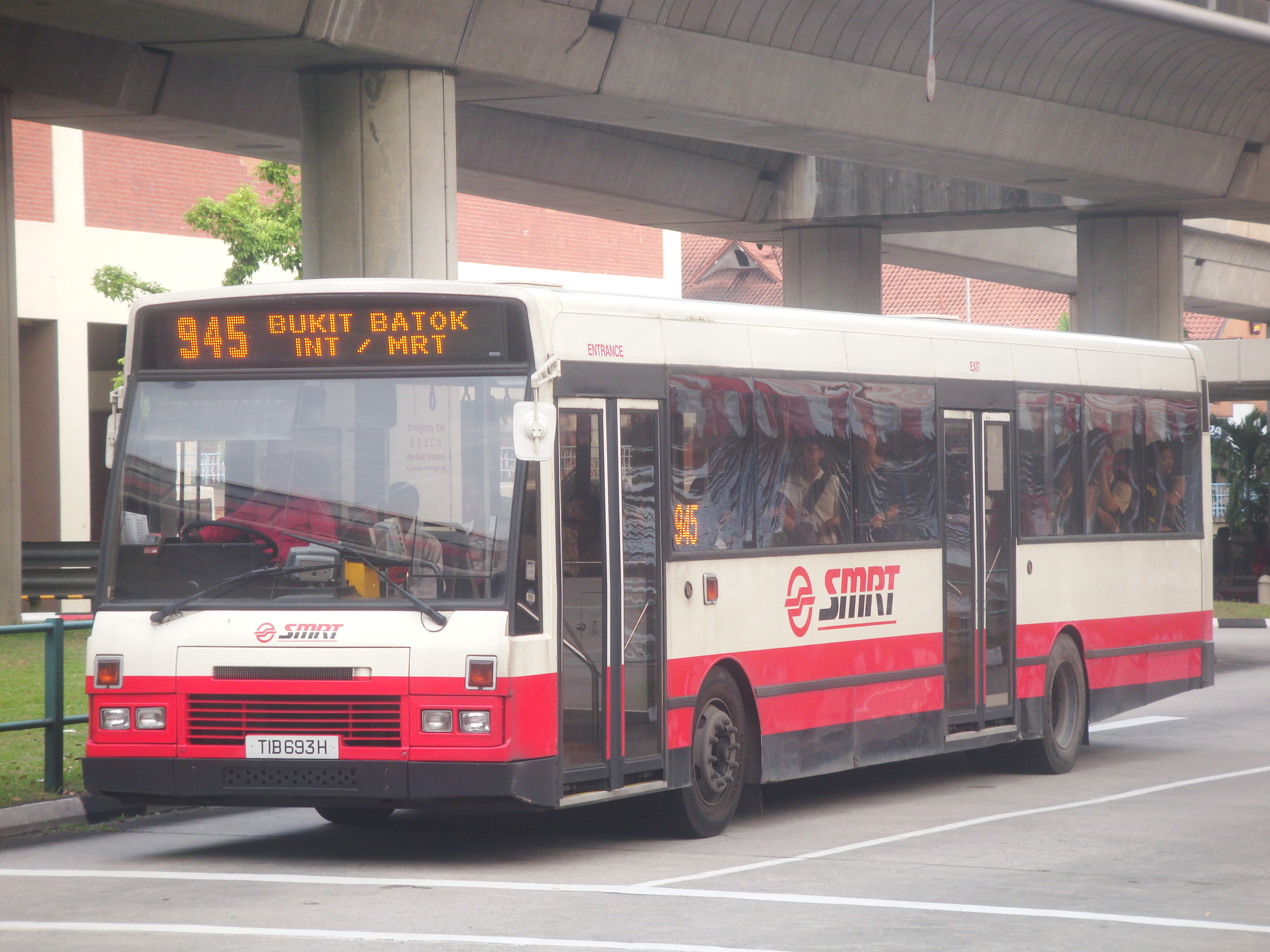
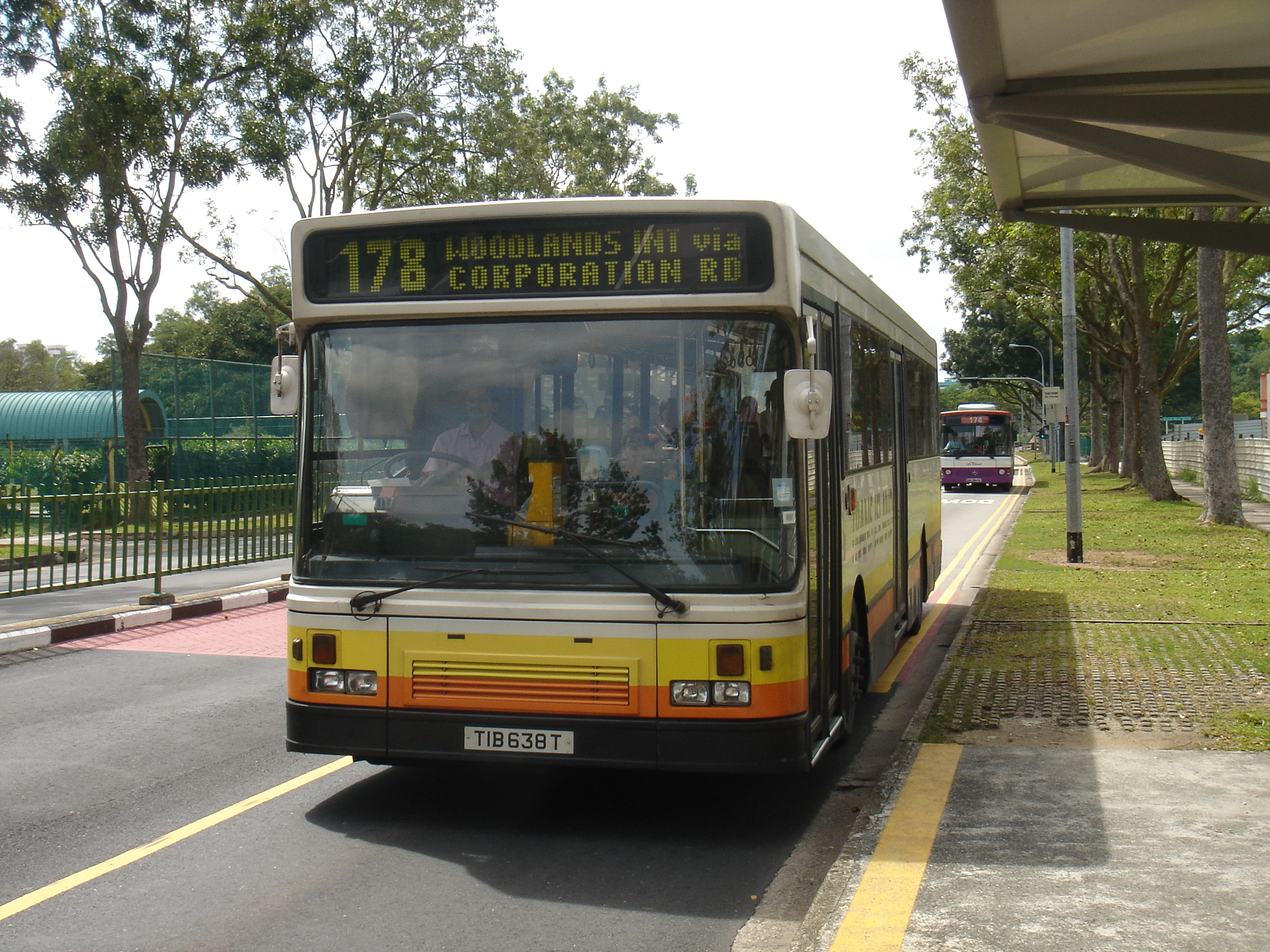
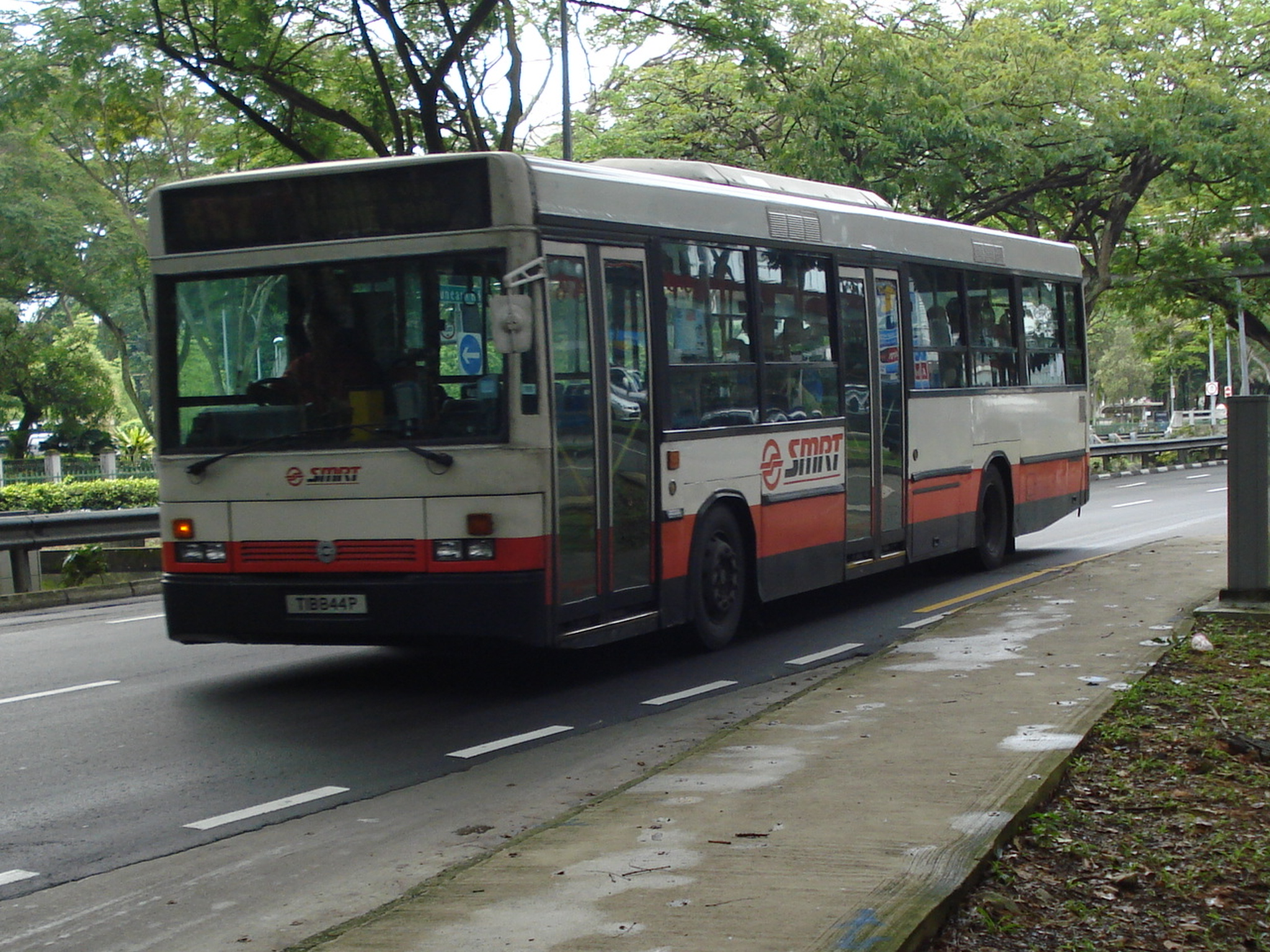
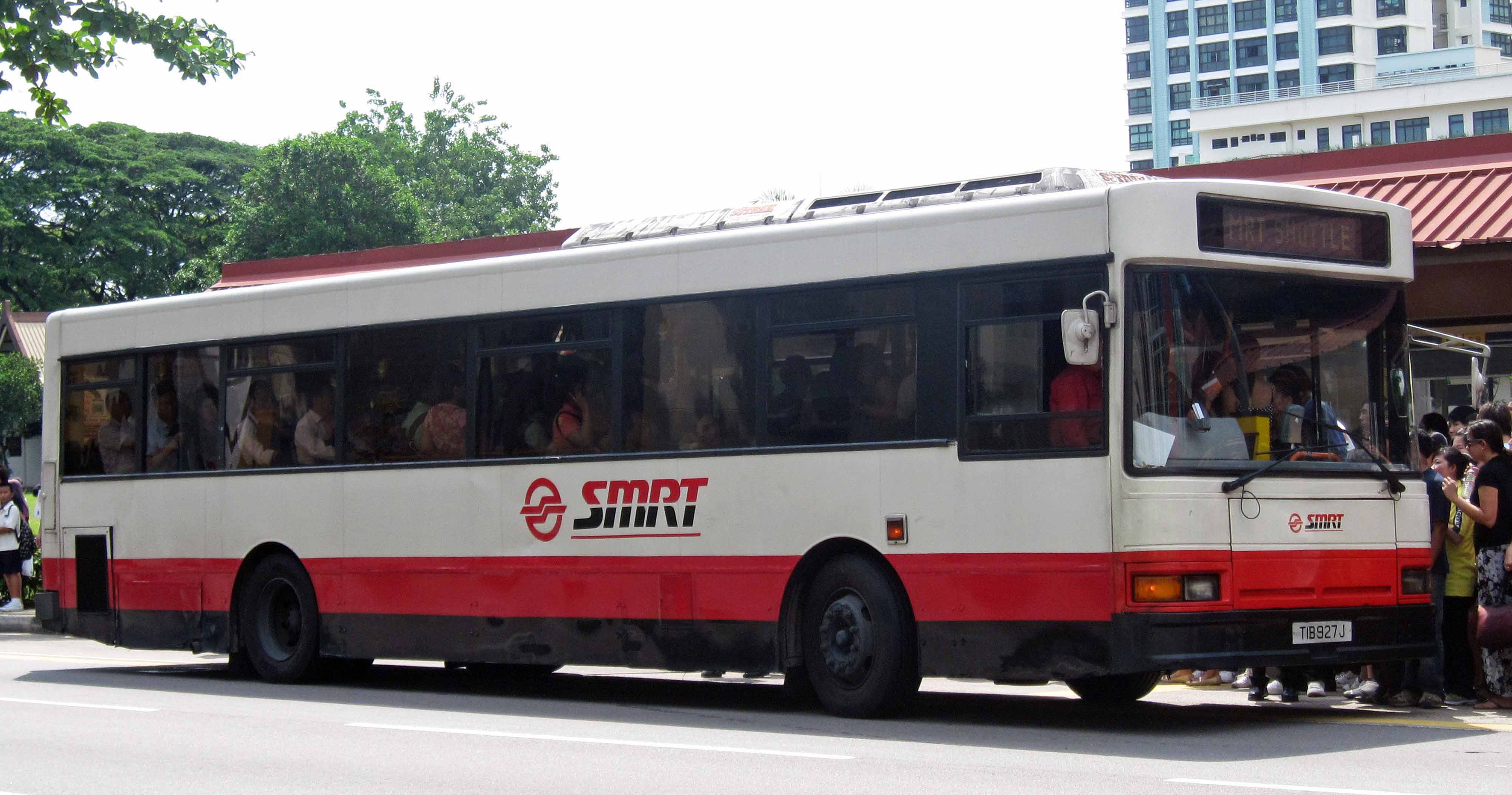
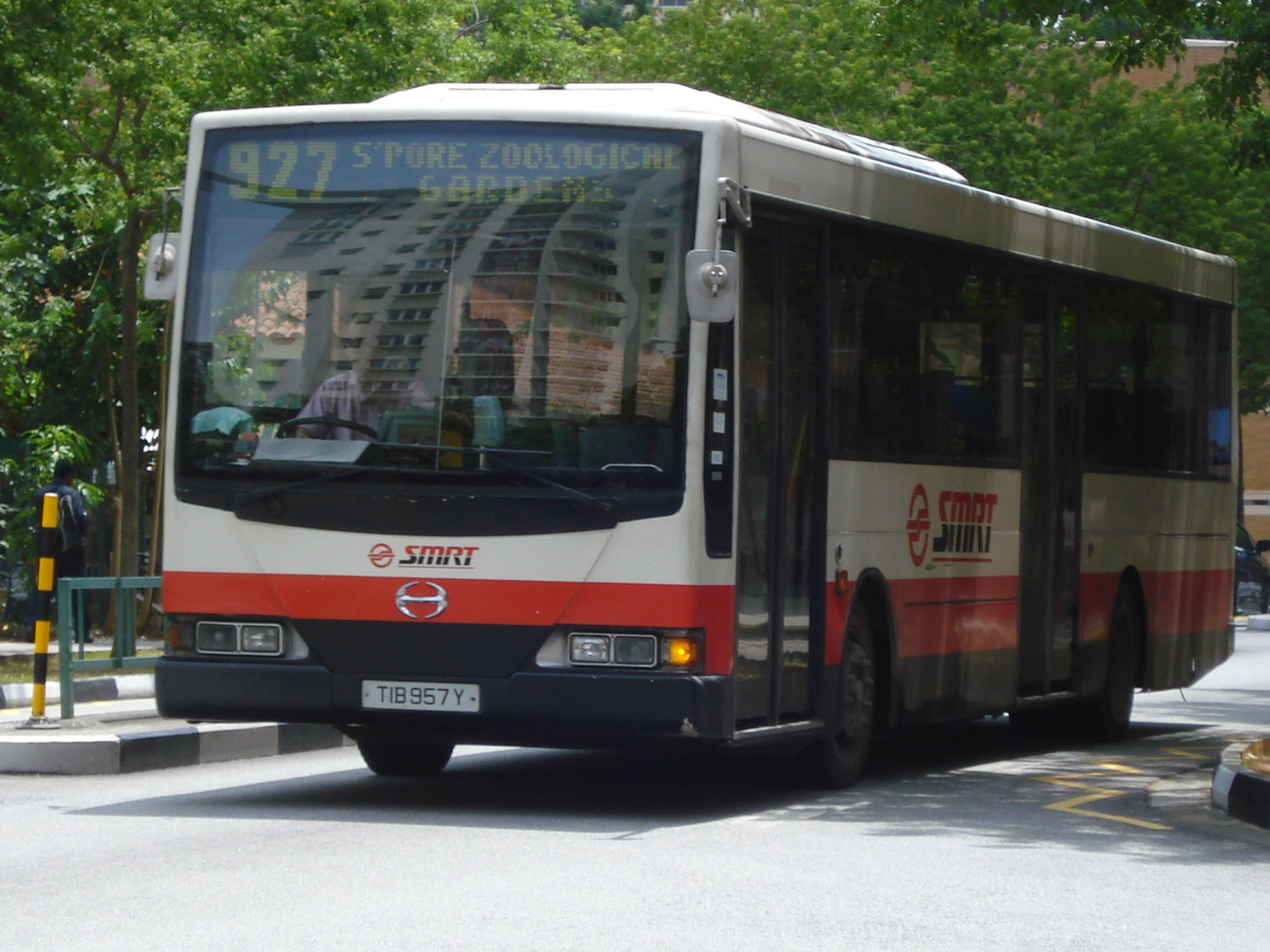
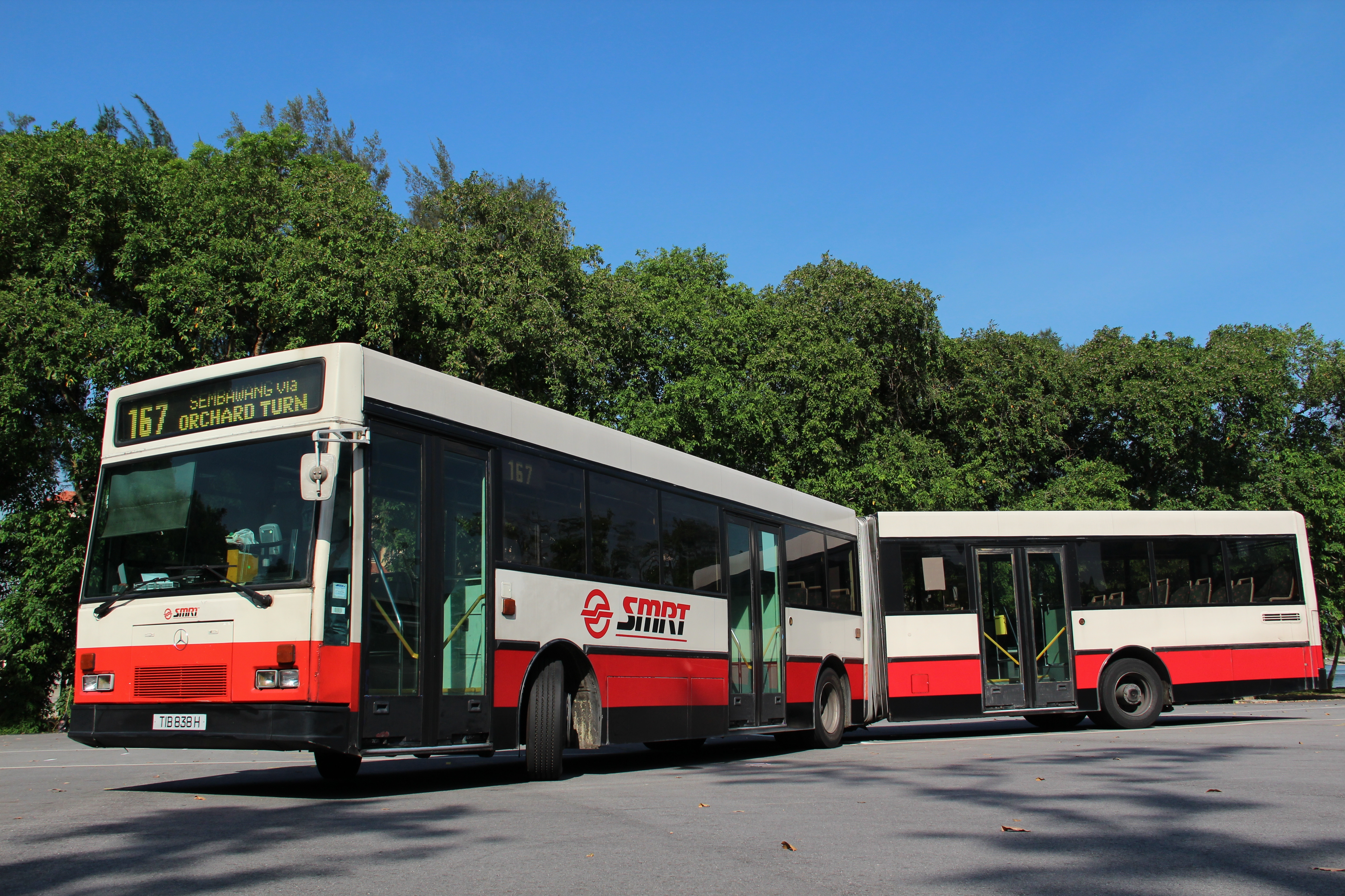
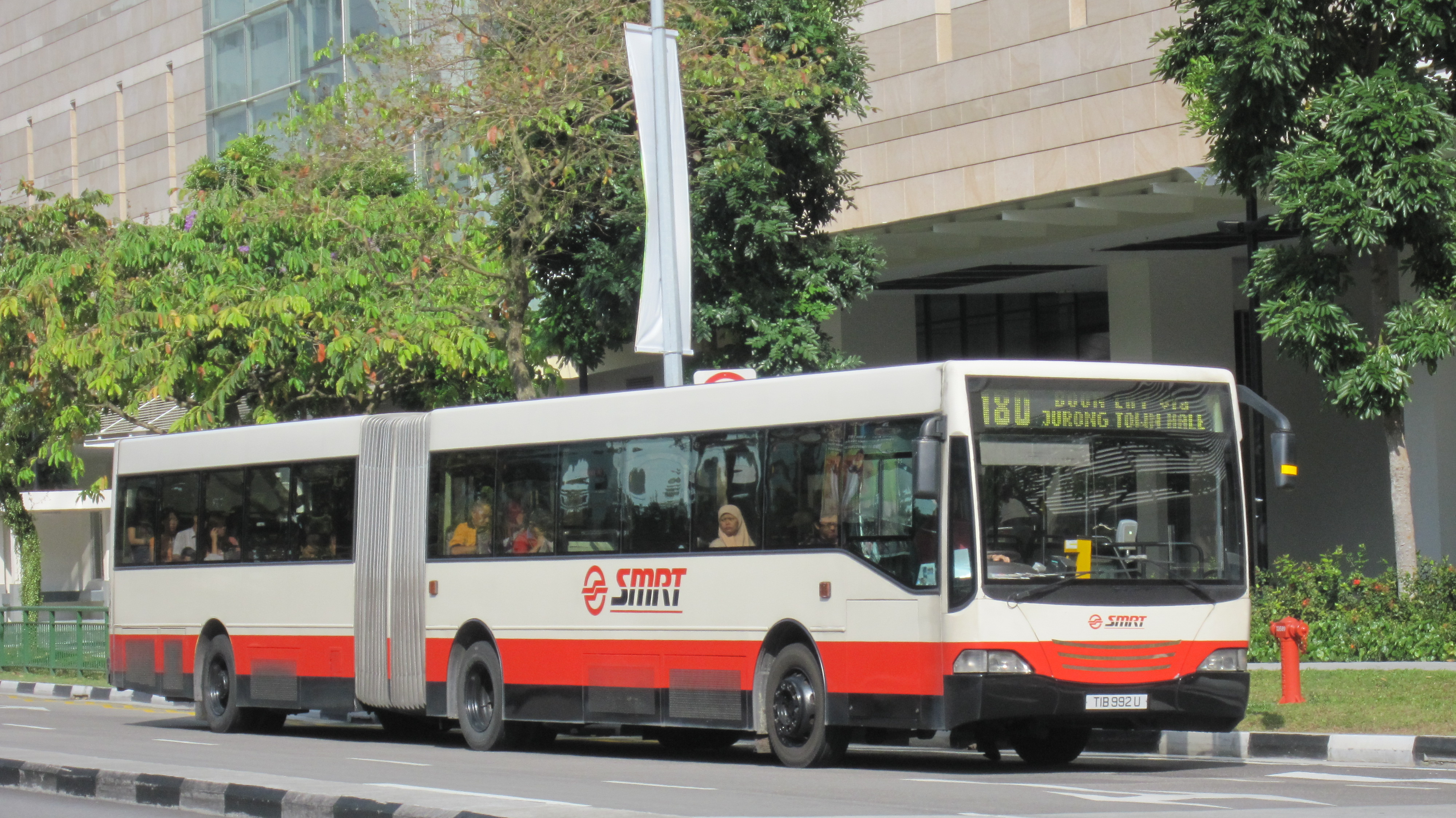
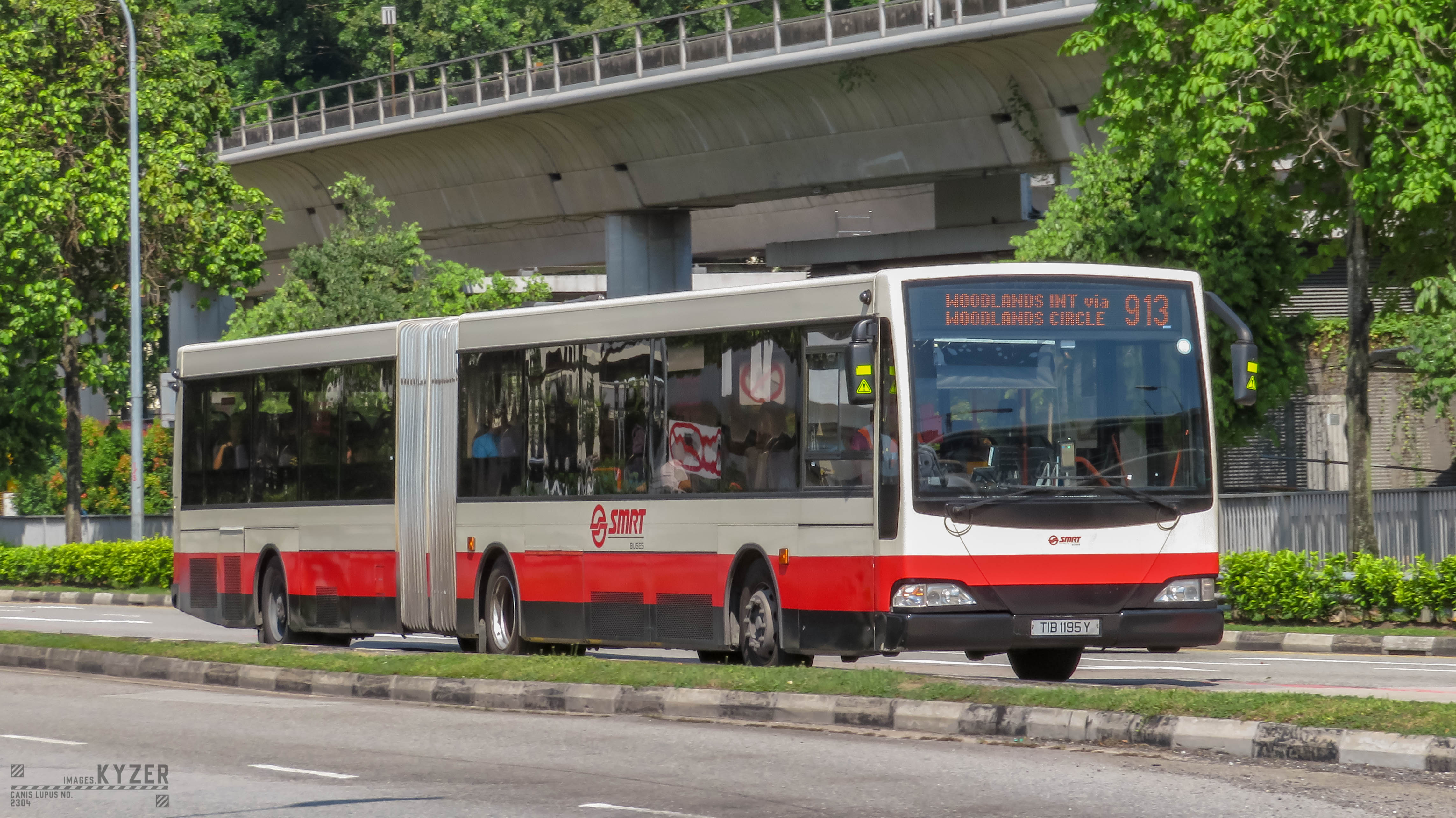
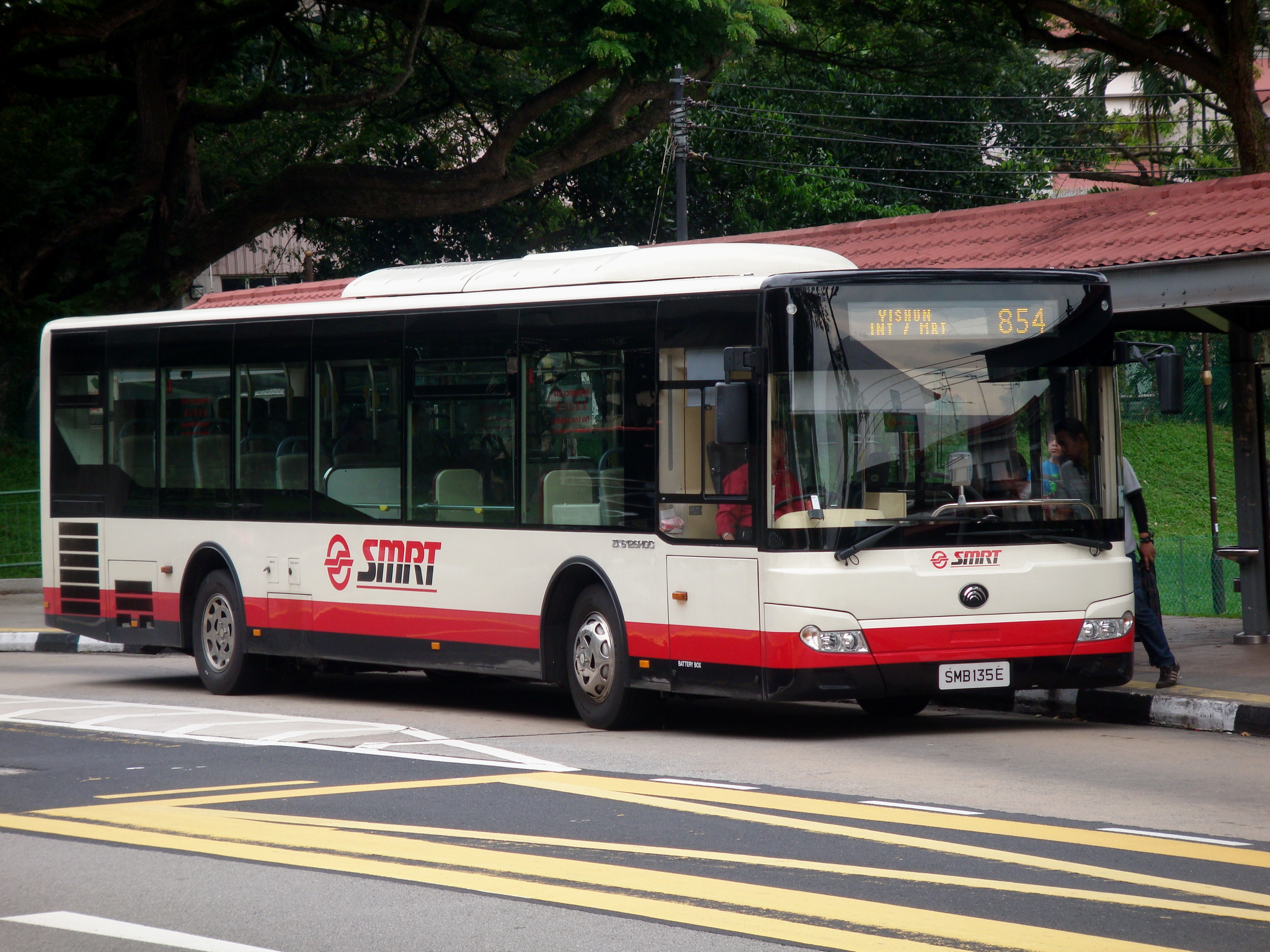
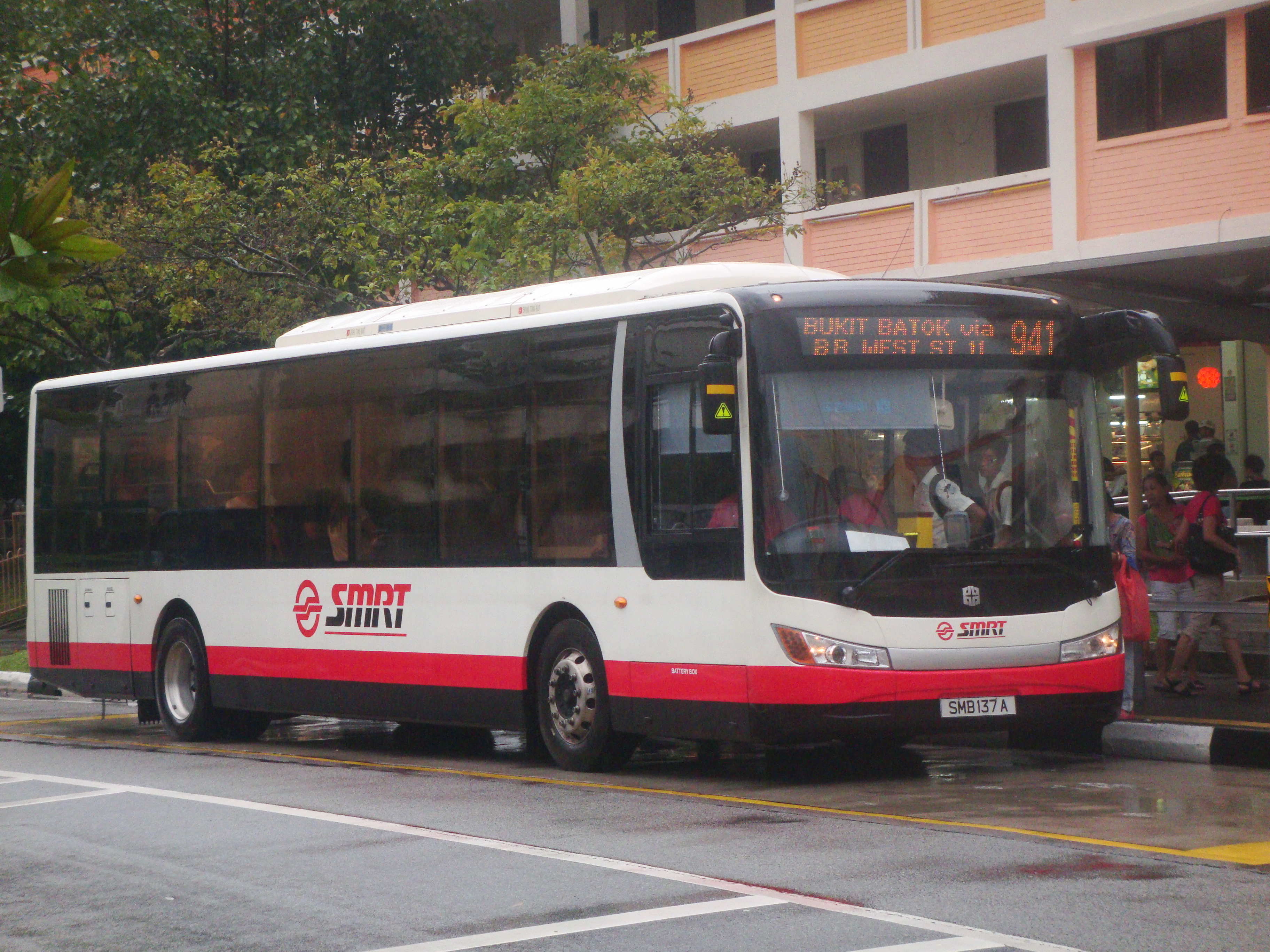
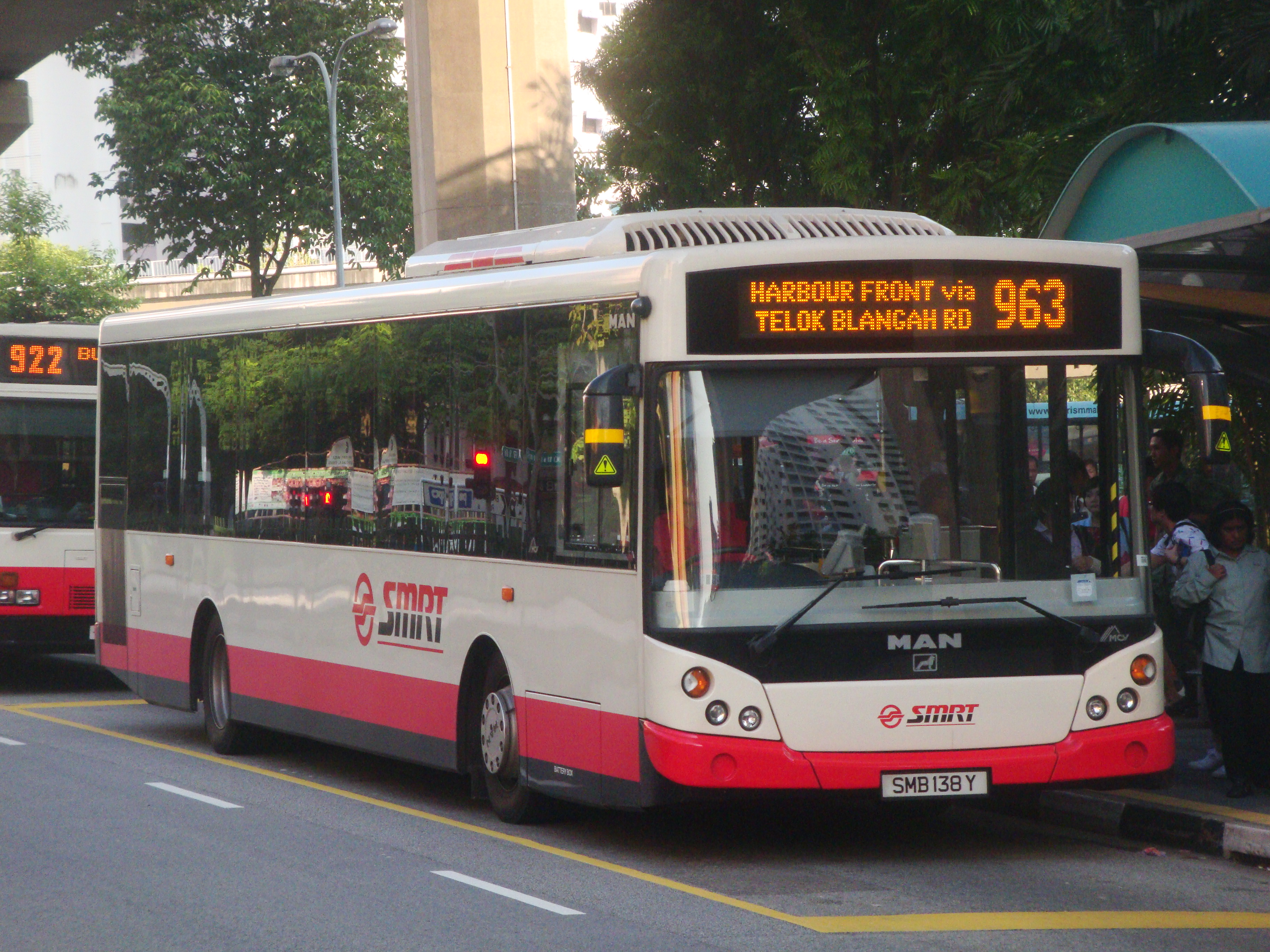
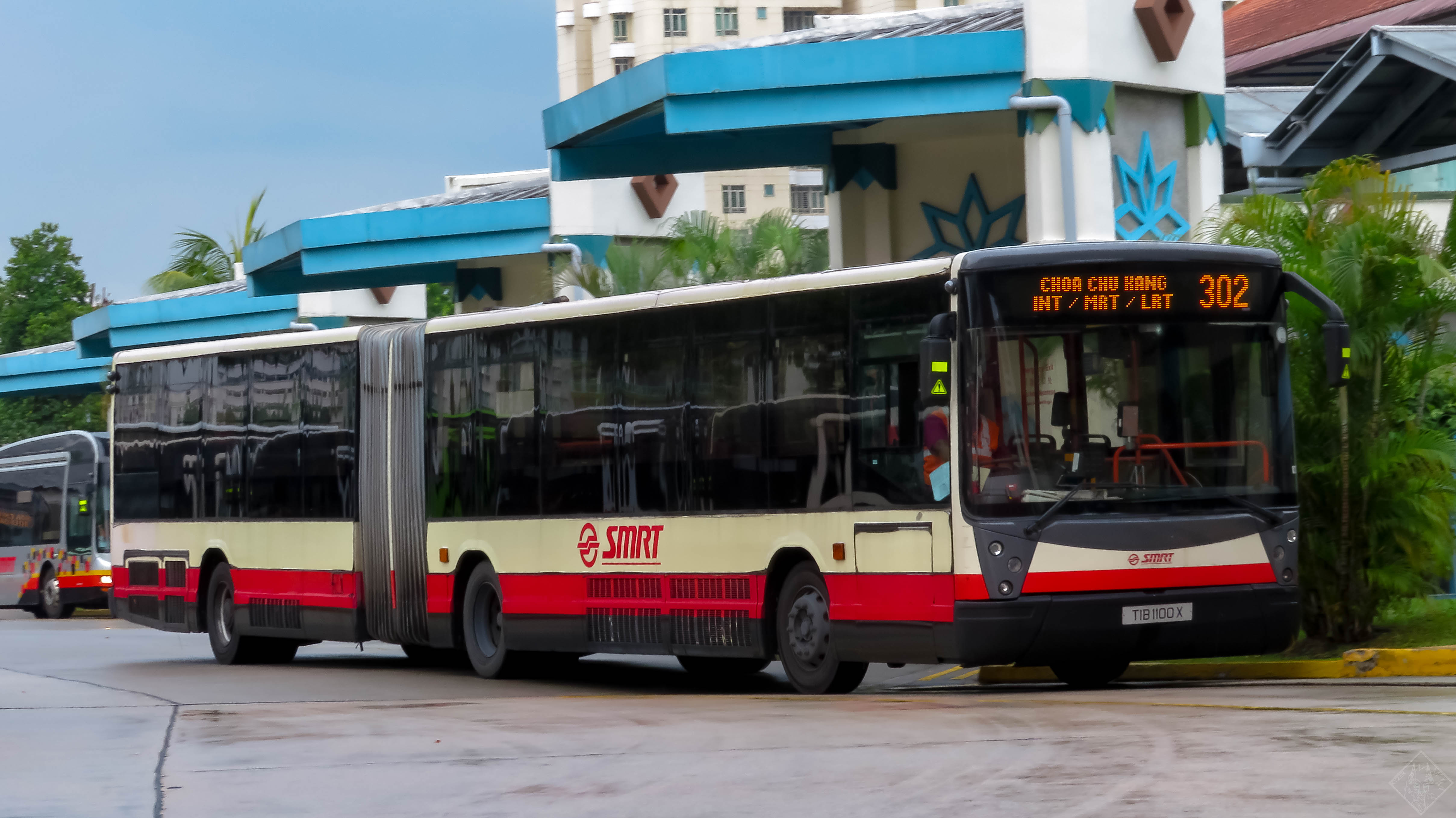

### 보유 차량[43]

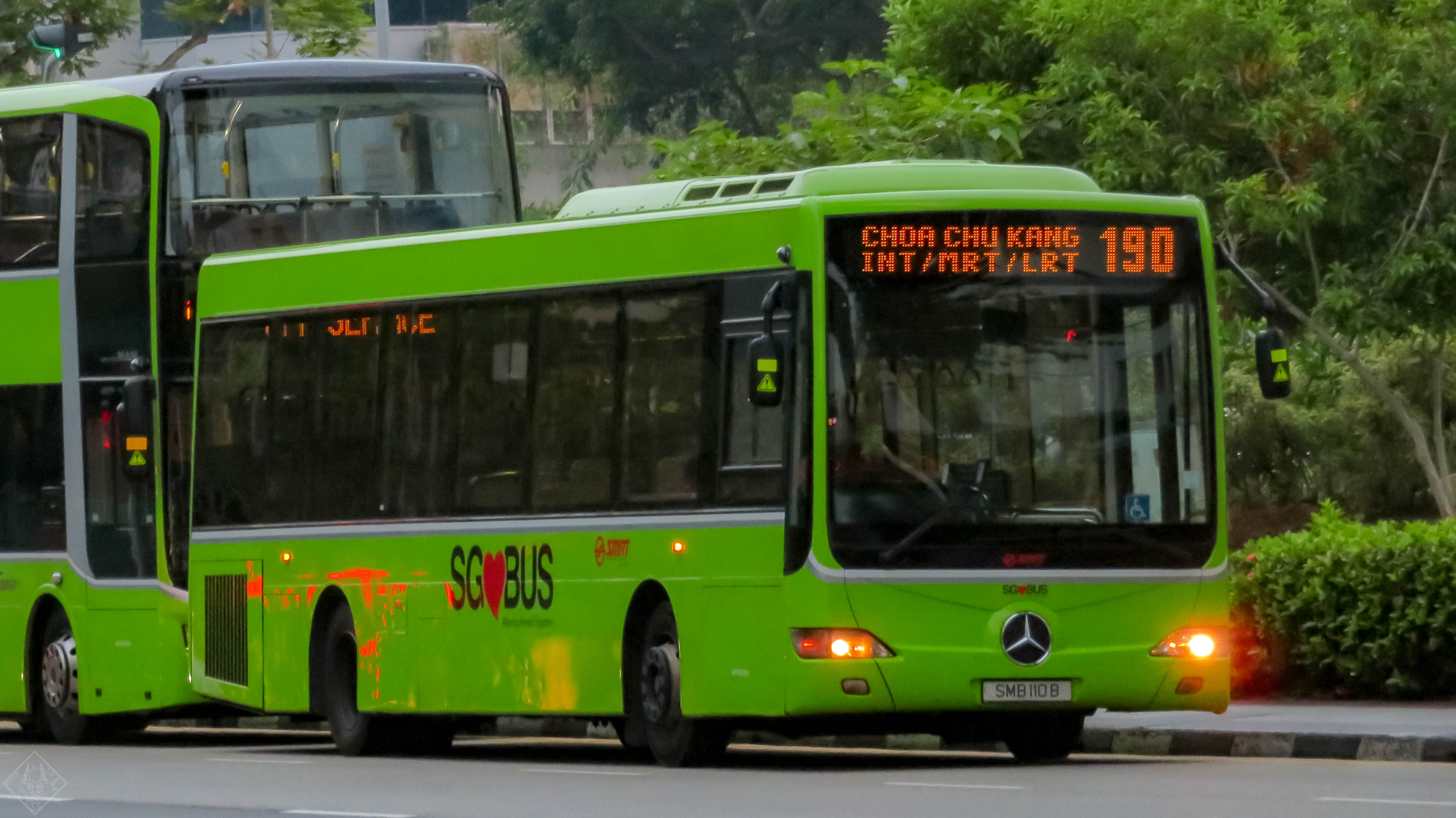
메르세데스-벤츠 OC 500 LE
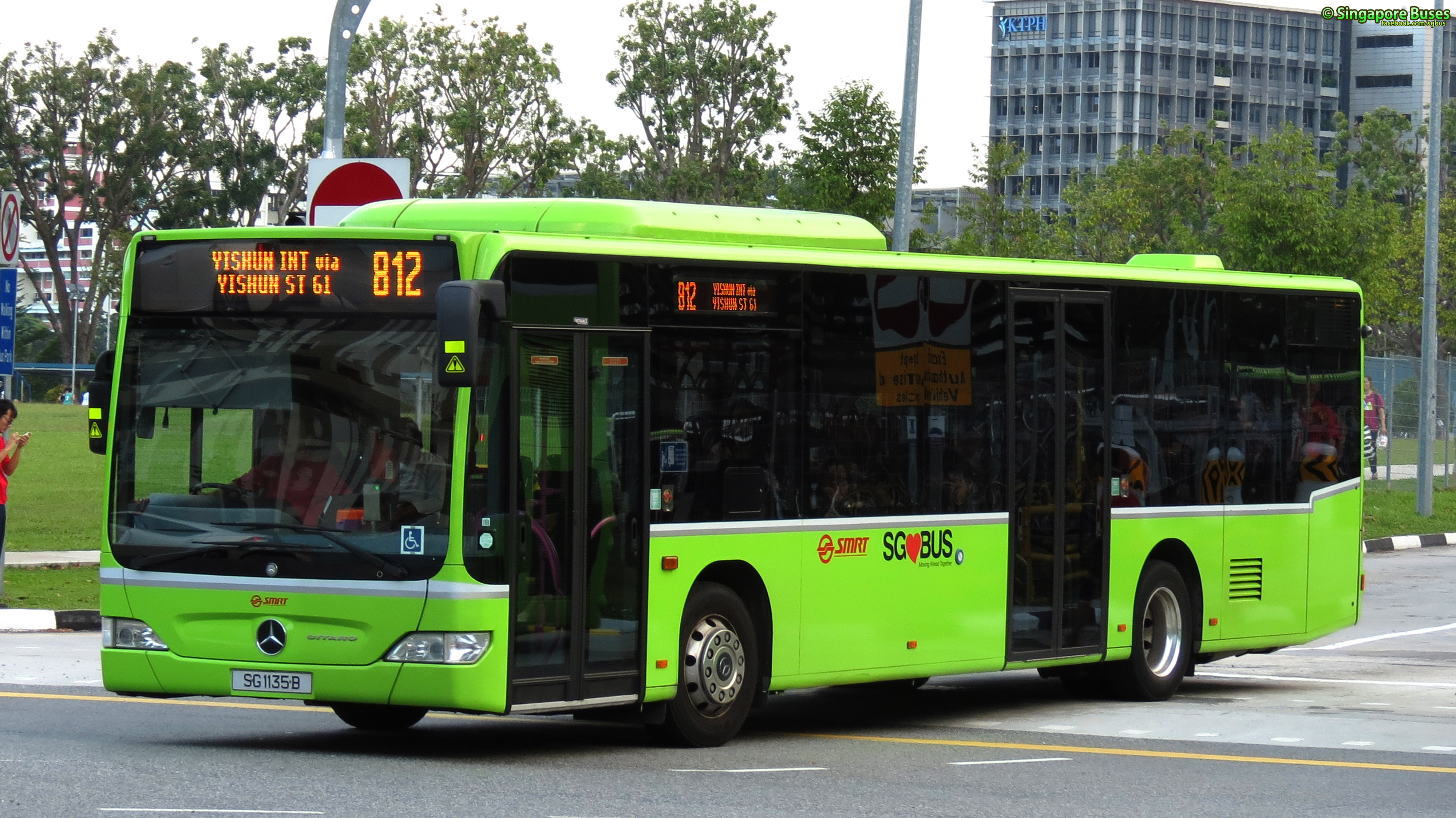
메르세데스-벤츠 시타로
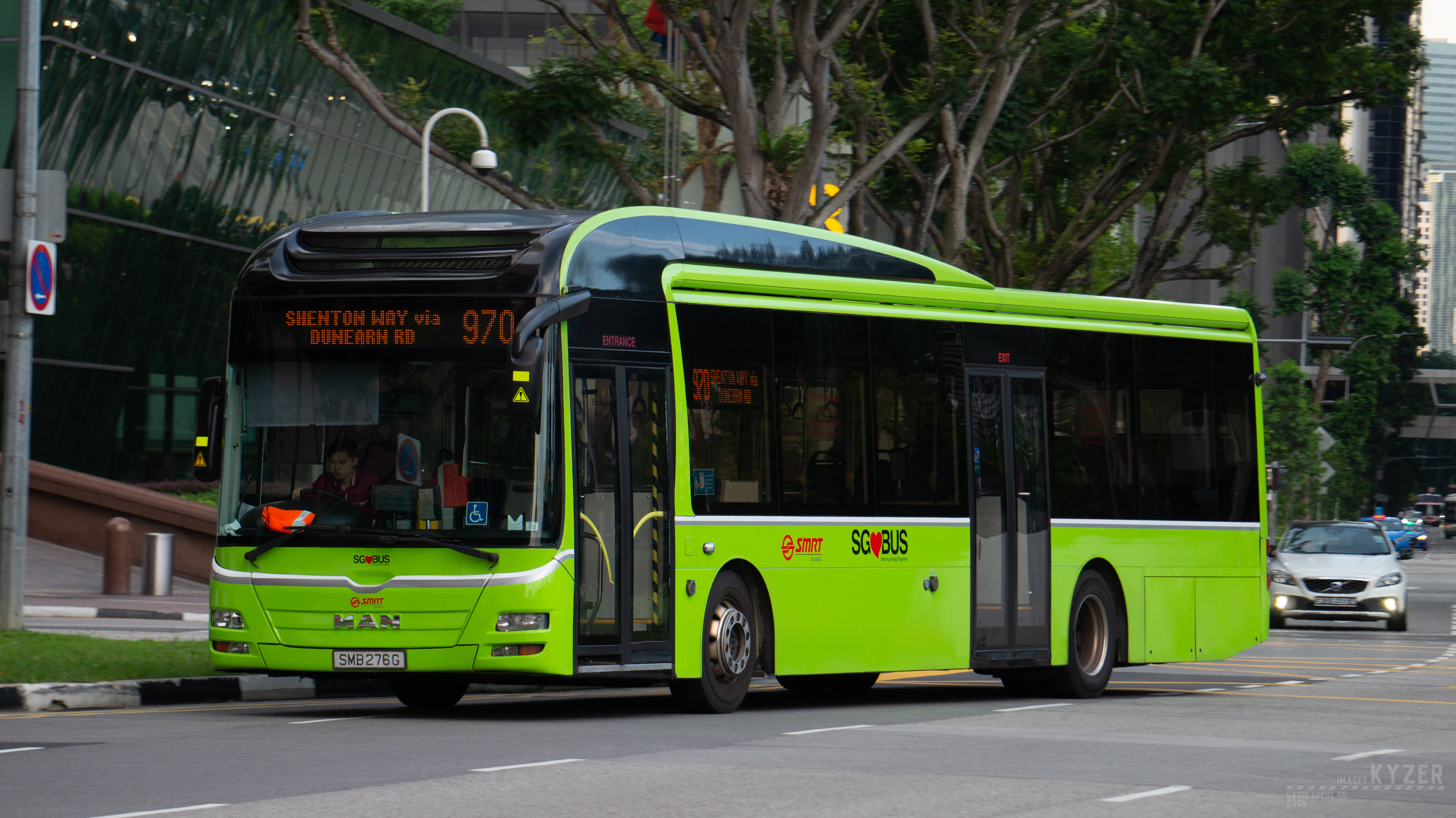
MAN A22
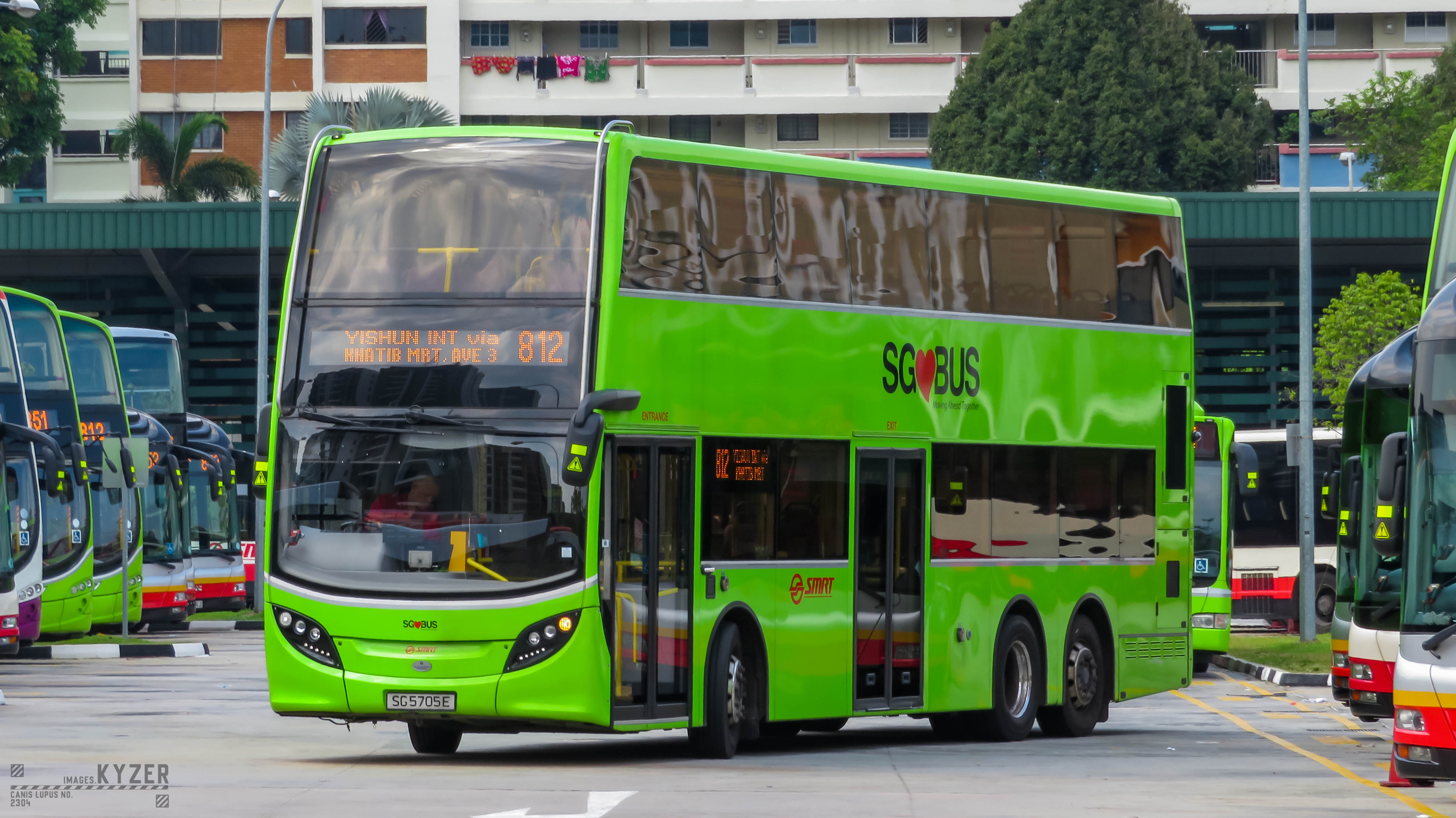
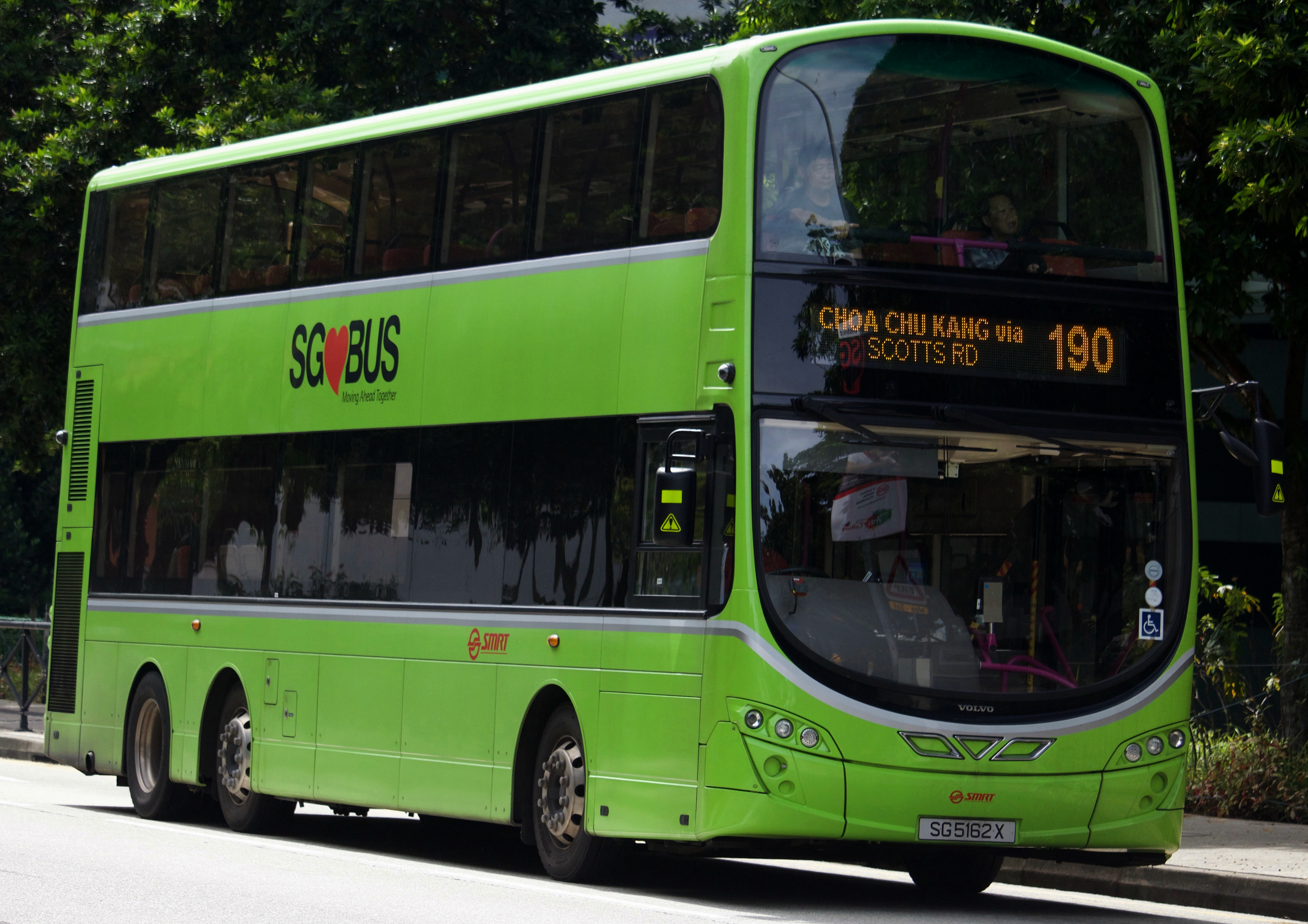
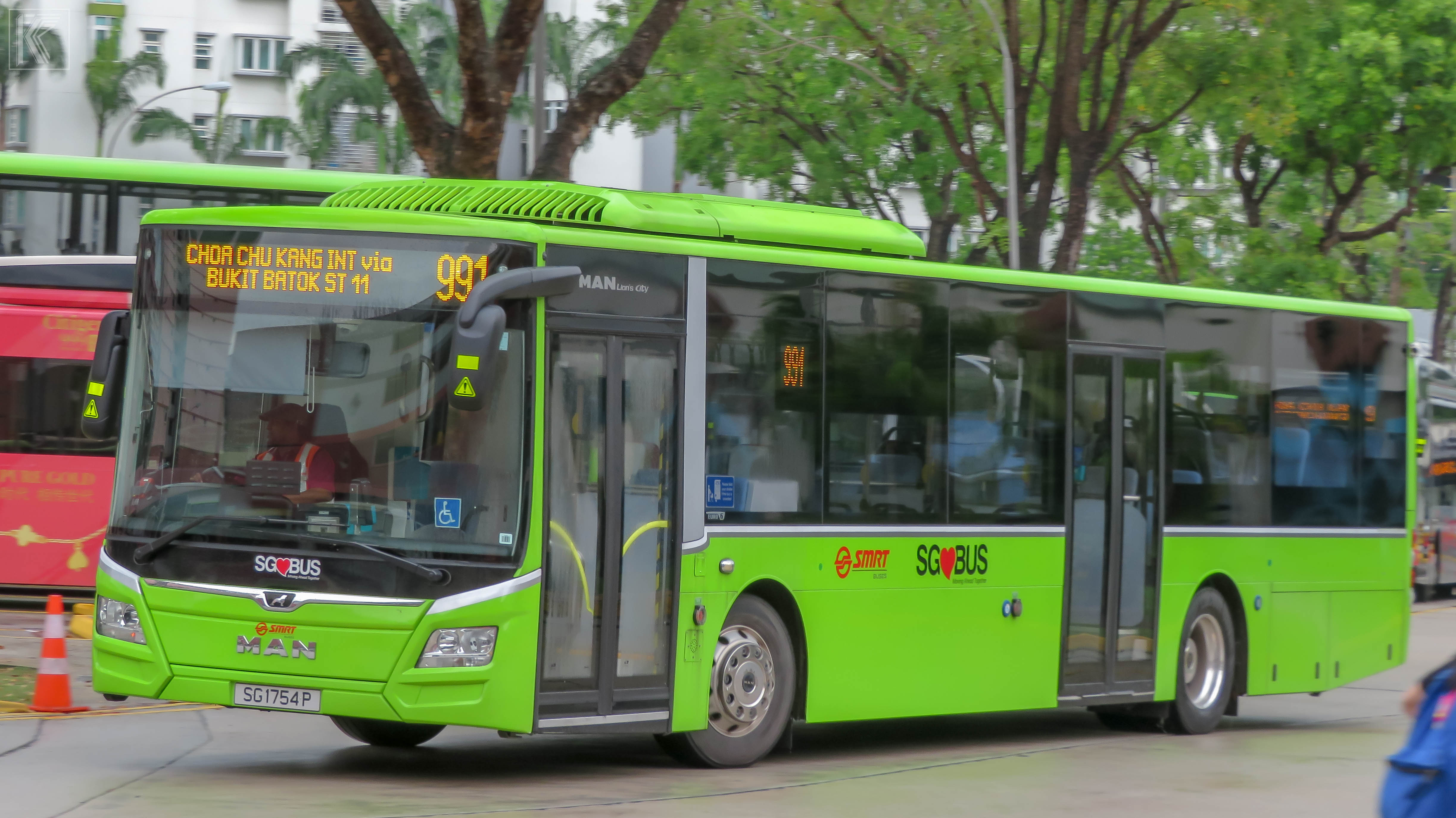
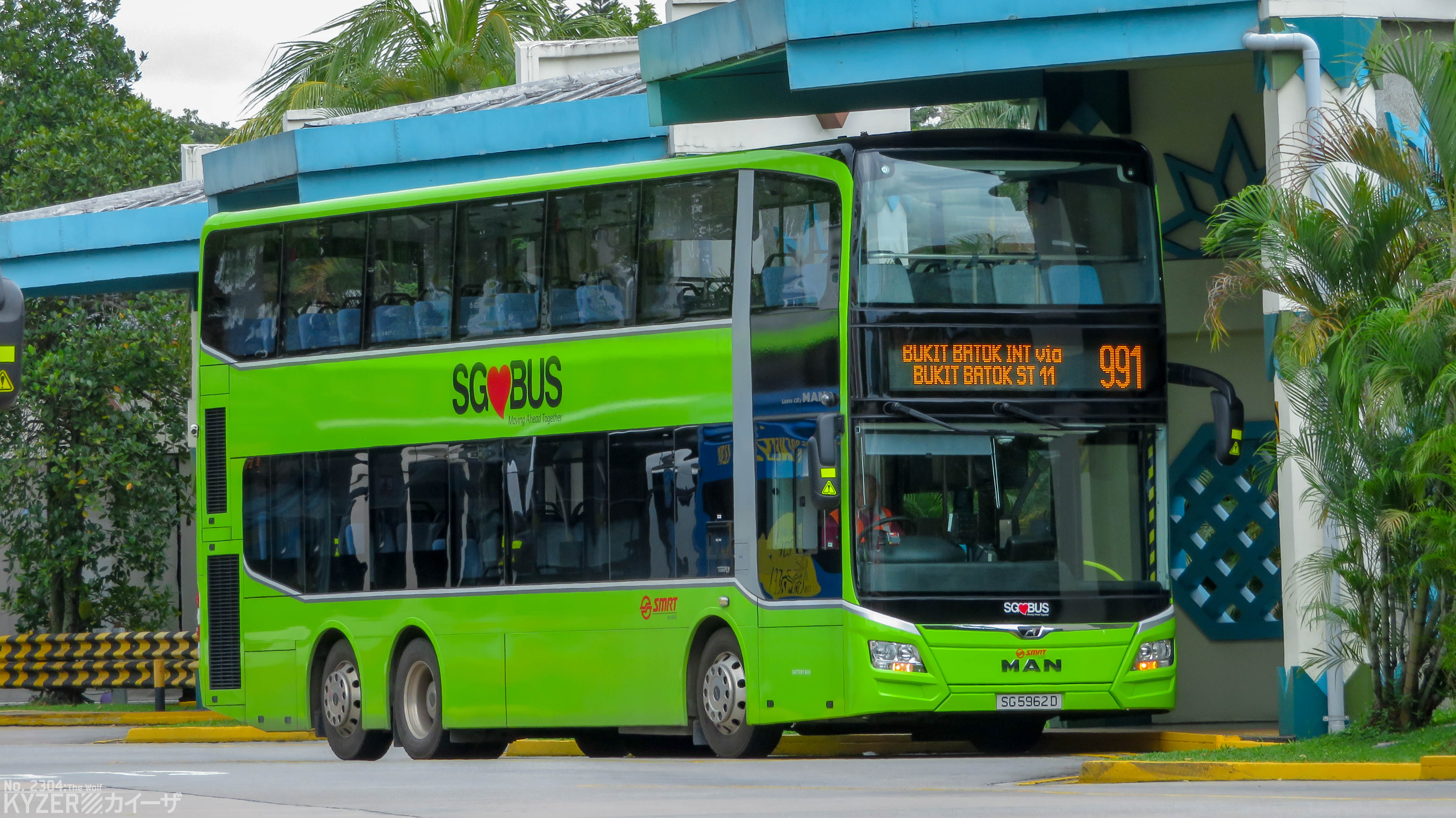
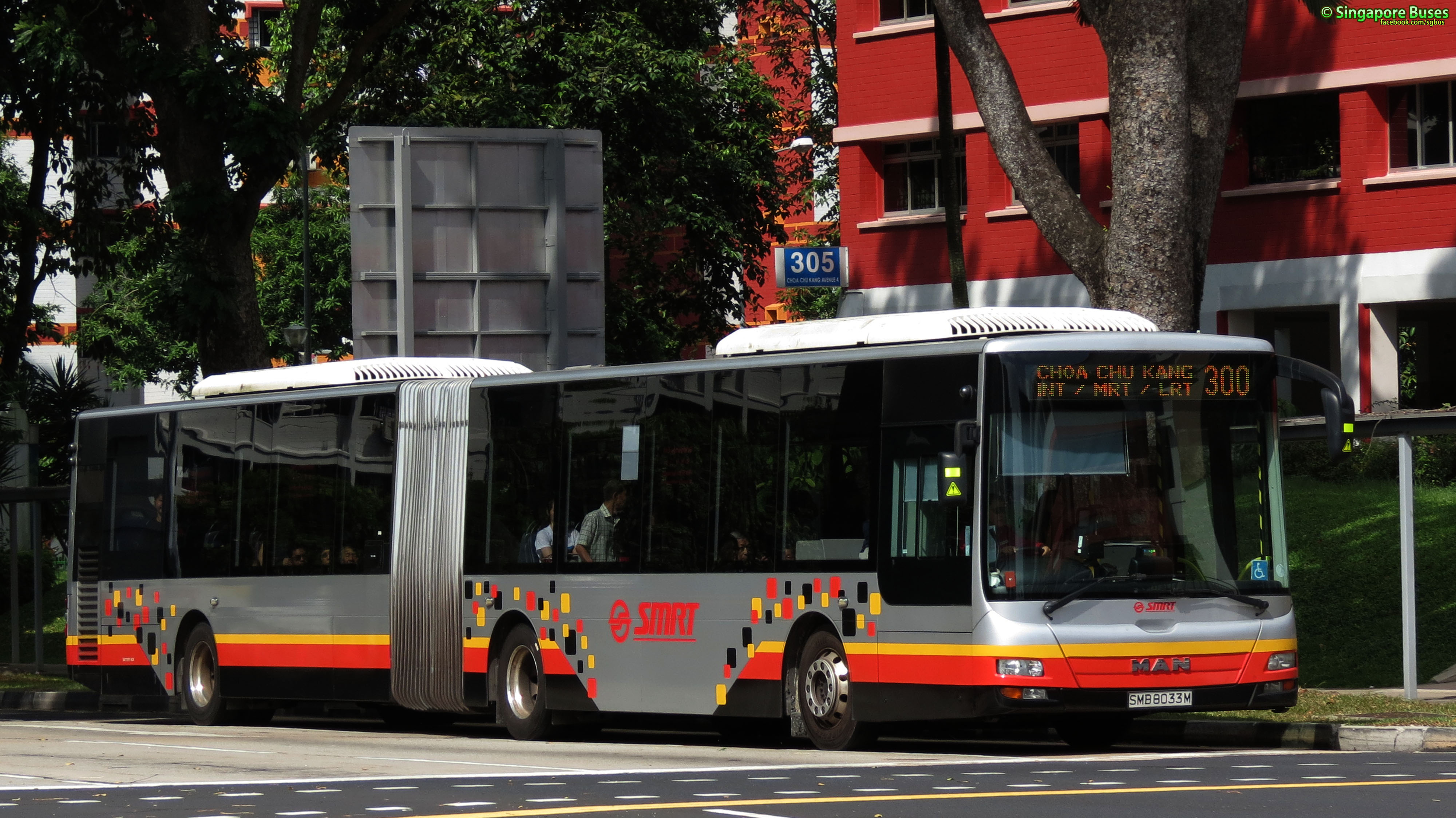

#### 싱글 데커
- BYD C6 (Gemilang Coachworks)
- MAN NL323F 라이온스 시티 (A22) (Gemilang Coachworks)[44]
- 메르세데스-벤츠 O530 시타로 (EvoBus)
- 메르세데스-벤츠 OC500LE (Gemilang-Thonburi)
- 볼보 B5LH (MCV 에보라)
- 위퉁 ZK6128BEVG (E12)

#### 더블 데커
- 알렉산더 데니스 엔비로 500 MMC[36]
- MAN 라이온스 시티 A95
- 볼보 B9TL
- 위퉁 ZK6125BEVGS (E12DD)

#### 관절형
- MAN NG363F 라이온스 시티 (A24) (Gemilang Coachworks)

## 디포
SMRT 버스는 Ang Mo Kio, Kranji 및 Woodlands에서 창고를 운영하며 Bulim, Seletar 및 Ulu Pandan 창고를 부분적으로 차지하고 있다.

## 서적
- Davis, Mike (2012). 《Singapore Buses Volume 2 Singapore Shuttle Bus and Trans Island Bus Service now SMRT Buses》. Croydon: DTS Publishing. ISBN 978-1-900515-27-6.